# Spółdzielnia Kredytowa z ograniczoną odpowiedzialnością w Radomiu
Spółdzielnia Kredytowa z ograniczoną odpowiedzialnością w Radomiu – ostatnia z założonych przed wybuchem wojny radomskich żydowskich spółdzielni okresu międzywojnia. Została zarejestrowana 15 grudnia 1933. Jej siedziba mieściła się przy ul. Traugutta 52, a następnie przy ul. Żeromskiego 21.
Założycielami spółdzielni byli:
- Josek Königsberg i Chaim Königsberg,
- Henryk Cymerman,
- Szlama Kurc,
- Szlama Erlich,
- Markus Landau,
- Izrael Rozenberg,
- Judka Kaufman,
- Izaak Grün,
- Aleksander Borenstein,
- Salomon Lewin,
- Jakub Ajzenman,
- Sumer Adler,
- Aron Friedland
- oraz Jojna Goldberg.

Spółdzielnia faktycznie rozpoczęła swoją działalność dopiero w 1937, kiedy liczyła 144 członków. Zarząd stanowili wówczas: Abram Lipszyc, Abram Wichtel i Eliasz Blatman. Nie rozwijała się pomyślnie, miała coraz większe straty i nie stosowała się do przepisów prawa bankowego. Postanowieniem Sądu Okręgowego w Radomiu z 18 października 1941 spółdzielnię postawiono w stan likwidacji, którą zakończono dopiero w 1944.